# William A. Goddard (Ingenieur)
William A. Goddard (* 10. Juli 1913 in St. Joseph (Missouri); † 29. September 1997 in Chico (Kalifornien)) war ein US-amerikanischer Ingenieur bei IBM, der dort in den 1950er Jahren zum Team gehörte, das die erste Festplatte entwickelte.
Goddard erhielt einen Bachelor-Abschluss am Occidental College in Los Angeles und arbeitete einige Zeit als Physik-Lehrer an der High School, bevor er in die Luftfahrtindustrie ging (North American Aviation), wo er Windkanäle entwickelte. Er sollte bei IBM zunächst an ähnlichen Projekten arbeiten, kam dann aber zu dem Team, das unter Reynold B. Johnson im IBM-Forschungszentrum in San José die Festplatte entwickelte (IBM 305 RAMAC, 1956). Mit John Lynott (der ebenso wenig Erfahrungen mit Computern hatte und vorher Mechaniker bei der Navy war) entwickelte er als zentrale Innovation einen frei beweglichen Schreib- und Lesekopf, der auf einem Luftpolster sehr eng an die rotierenden Magnetspeicher anschloss, diese aber nicht berührte. Mit Lou Stevens, Ray Bowdle, Jim Davis, Dave Kean und John Lynott hielt er das Patent auf ein Data Storage System (1954) und mit Lynott erhielt er 1970 das US-Patent 3503060 Direct Access Magnetic Storage Disk Device.
2007 wurde er mit Lynott in die National Inventors Hall of Fame aufgenommen.